# كاثارين سارجنت هانتينغتون
كاثارين سارجنت هانتينغتون (بالإنجليزية: Catharine Sargent Huntington)‏ هي منتجة مسرحية ‏ ومخرجة وممثلة أمريكية، ولدت في 29 ديسمبر 1887 في Ashfield, Massachusetts ‏ في الولايات المتحدة، وتوفيت في 3 مارس 1987.